# Erythroxylum armatum
Erythroxylum armatum är en tvåhjärtbladig växtart som beskrevs av R. Oviedo Prieto och A. Borhidi. Erythroxylum armatum ingår i släktet Erythroxylum och familjen Erythroxylaceae. Inga underarter finns listade i Catalogue of Life.